# We are SMAP!
『We are SMAP!』（ウィ・アー・スマップ）は、SMAPの19枚目のオリジナル・アルバム(日本盤)1枚目のアルバム(中国盤)。 2010年7月21日,2011年7月5日発売。発売元はビクターエンタテインメント。
サブタイトルは、「EVERY DAY Love TOMORROW」。
2011年7月5日には中国にて『你好 SMAP!』（ニーハオ・スマップ）として本作が発売された。発売元はAvex China。

## 解説
ジャケットのデザインは、デザイナーの佐藤可士和が担当。
一部の楽曲の演奏にはオマー・ハキムらSmappiesが参加している記述が歌詞カードに存在する。
本作リリース前にリリースされた「スーパースター★」は未収録。
日本盤の本作と中国盤『你好 SMAP!』の違いはDISC 2に、日本では2011年8月17日に発売された『SMAP AID』に収録されている「世界上唯一的花」（「世界に一つだけの花」 Chinese Edition）の収録の有無のみである。
『你好 SMAP!』としては会場限定盤A,B、初回限定盤が通常盤の他に存在しており、Aはうちわタイプのライトが付属し、Bはオリジナルデザインの箸、初回限定盤は本作のジャケットを使用したマイバッグが付属した物であった。

## 初回特典
We are SMAP!ロゴステッカー付属。

## 収録曲

### DISC 1
1. We are SMAP! -Funky Lude-
作詞・作曲:久保田利伸 編曲:柿崎洋一郎
2. SWING
作詞:西寺郷太・谷口尚久 / 作曲:谷口尚久・西寺郷太 / 編曲:Rob Mounsey
3. 僕の素晴らしい人生 - 中居正広・木村拓哉・稲垣吾郎
作詞・作曲・編曲:森大輔
4. そっと きゅっと
作詞:麻生哲朗 / 作曲:久保田利伸 / 編曲:山本隆一郎
44thシングルの1曲目
草彅剛主演 フジテレビ系ドラマ『任侠ヘルパー』主題歌
5. Trust
作詞・作曲・編曲:小室哲哉
6. FEEL IT
作詞:SONG SOO YUN・HAN JAE HO・KIM SEUNG SOO / 作曲:HAN JAE HO・KIM SEUNG SOO / 編曲:HAN JAE HO・KIM SEUNG SOO・HONG SEUNG
7. GAIAにおねがい - 稲垣吾郎・草彅剛・香取慎吾
作詞:ティカ・α / 作曲:永井聖一 / 編曲:ティカ・α・永井聖一・真部脩一・西浦謙助
8. ひなげし
作詞・作曲:萩原和樹 / 編曲:森俊之
9. 短い髪 - 草彅剛・香取慎吾
作詞:麻生哲朗 / 作曲:田中潤 / 編曲:宗像仁志
10. Magic Time
作詞・作曲:山口一郎 / 編曲:冨田謙
『SMAP×SMAP』（フジテレビ）にてMVが制作された。
11. Love & Peace Inside?
作詞・作曲・編曲:槇原敬之
SMAP出演 ソフトバンクモバイル CMソング
今作の約1か月後に発売されたシングル「This is love」SB Versionにカップリングとして再収録され、同作付属のDVDには本曲のスペシャル映像が収録されている。
12. We are SMAP! -Bounce Lude-
作詞・作曲:久保田利伸 / 編曲:柿崎洋一郎
13. SMAPのポジティブダンス
作詞:鈴木おさむ / 作曲:石野卓球 / 編曲:CMJK
14. Going Over
Words and Composed by RIP SLYME / Sound produced by RIP SLYME / Additional programming and arrangement by Yukihiro Fukutomi
15. Cry for the Smile
作詞・作曲:Daniel Powter / 編曲:清水俊也 / 日本語詞:森内優希・zopp
16. We are SMAP!
作詞:太田光 / 作曲・編曲:久石譲
本作の表題曲
シルク・ドゥ・ソレイユ クーザ日本公演イメージソング

### DISC 2
1. Memory 〜June〜 - 中居正広
作詞:N.マッピー・宮下昌也・宮下浩司 / 作曲:N.マッピー・宮下浩司・宮下昌也 / 編曲:N.マッピー・宮下浩司 / ストリングスアレンジ:村田泰子
2. 君のままで… - 木村拓哉
Music:David Foster・Kara DioGuardi / 編曲:中西亮輔 / 日本語詞:小林光明
3. 愛や恋や - 稲垣吾郎
作詞・作曲:矢吹香那 / 編曲:長岡成貢
4. 帰って来たヨッパライ - 草彅剛
作詞:ザ・フォーク・パロディ・ギャング / 作曲:加藤和彦 / 編曲:DJパロディ・ギャング
ザ・フォーク・クルセダーズのカバー
笑福亭鶴瓶も参加している。
5. No Way Out - 香取慎吾
Words・Music・Sound Produced by:LOVE PSYCHEDELICO

你好 SMAP!"（We are SMAP! 中国盤）のみ収録
1. 世界上唯一的花（世界に一つだけの花 Chinese Version)
中国語詞:林明陽
日本語詩・作曲・編曲:槇原敬之
ストリングスアレンジ:門倉総
Bouzoki:小倉博和
Banjo:有田純弘
Strings:燦崎正嗣ストリングス
Chorus:中山邦夫
Programming & Percussion:毛利泰士
ボーナス・トラック

## 演奏
Disc 1
- 柿崎洋一郎
  - Programming (#1.12)
  - Guitar (#12)
- 小田原友洋：Chorus (#1.5)
- オマー・ハキム：Drums (#2)
- ウィル・リー：Bass (#2)
- フィリップ・セス：Piano (#2)
- ジョン・トロペイ：Guitar, Guitar Solo (#2)
- ko-saku：Chorus (#2.14)
- John Faddis, Tony Kadleck, Jon Owens, Scott Wendholt：Trumpets (#2)
- Jim Pugh, Conrad Herwig, John Wheeler, Douglas Purviance：Trombones (#2)
- Dick Oatts, Aaron Helck, Charles Pillow, Dan Willis, Ronnie Cuber：Saxes (#2)
- オオニシユウスケ：Acoustic Guitar (#3)
- 姫野朋久：Flute (#3)
- 森大輔：All Keyboards, Chorus, Programming (#3)
- 小室哲哉：All Instruments (#5)
- HONG JUN HO：Guitar (#6)
- LEE TAE YOON：Bass (#6)
- AN JUNG SUNG：Keyboards (#6)
- LEE JOO HYOUNG：Chorus (#6)
- 永井聖一 (相対性理論)：Guitars & Keyboards (#7)
- 西浦謙助 (相対性理論)：Drums (#7)
- 松原秀樹：Bass (#8)
- 玉田豊夢：Drums (#8)
- 金原千恵子ストリングス：Strings (#8)
- 森俊之：Piano & Rhodes (#8)
- 沼澤尚 (THEATRE BROOK)：Drums (#9)
- 種子田健：Bass (#9)
- 松本圭司：Acoustic Piano (#9)
- 林部直樹：Acoustic Guitar (#9)
- 中川貴美子ストリングス：Strings (#9)
- 宗像仁志：All Other Instruments (#9)
- 近田潔人：Electric Guitar (#10)
- 冨田謙：All Other Instruments (#10)
- 石成正人：Acoustic Guitar (#11)
- 槇原敬之：Chorus, All Other Instruments (#11)
- CMJK：Programming (#13)
- 福富幸宏：Additional Programming & Arrangement (#14)
- 狩野良昭：Guitar (#15)
- 美久月千晴：Bass (#15)
- 清水俊也：All Other Instruments (#15)
- 竹下欣伸：Bass (#16)
- フェビアン・レザ・パネ：Piano (#16)
- 今泉洋：Guitar (#16)
- 東京ニューシティ管弦楽団：Orchestra (#16)
- 杉並児童合唱団：Chorus (#16)
- 矢田部正：Drum Programming (#16)
- 前田泰弘：Manipulator (#16)

Disc 2
- 阿部美緒ストリングス：Strings (#1.2)
- 宮下昌也、山本由香利：Chorus (#1)
- Steven A. Haynes：Rap (#1)
- 宮下浩司：All Other Instruments (#1)
- 知野芳彦 
  - Guitar (#2)
  - Chorus (#5)
- 種子田健：Bass (#2)
- 高尾直樹：Chorus (#2)
- 中西亮輔：All Other Instruments (#2)
- オマー・ハキム：Drums (#3)
- David Finck：Acoustic Bass (#3)
- フィリップ・セス：Piano (#3)
- ジョン・トロペイ：Guitar (#3)
- ko-saku、矢吹香那：Chorus (#3)
- Tony Kadleck, Jon Owens, Scott Wendholt：Trumpets (#3)
- Jim Pugh, Conrad Herwig, John Wheeler：Trombones (#3)
- Aaron Helck, Charles Pillow：Saxes (#3)
- Ronnie Cuber：Tenor Sax, Tenor Sax Solo (#3)
- 美野春樹：Piano (#4)
- 阿部寛：Banjo (#4)
- 織田祐亮：Trumpet (#4)
- 藤田淳之介：Alto Sax (#4)
- 井上梨江：Clarinet (#4)
- MCキッズ：Chorus (#4)
- 新井俊也：Programming (#4)
- 笑福亭鶴瓶：神の声 (#4)
- KUMI (LOVE PSYCHEDELICO)：Tremolo Guitar (Bridge), Bongo, Shaker, Guiro (#5)
- NAOKI (LOVE PSYCHEDELICO)：Chorus, Acoustic Guitar, Electric Guitar, Bass, Computer Programming (#5)
- 堀江博久：Organ & Wurlitzer (#5)
- 山田ノブマサ：Drums (#5)

## テレビ出演
We are SMAP!
- 『SMAP×SMAP』（2010年7月26日、関西テレビ・フジテレビ）
  - この回の音楽コーナー「S-Live」でテレビ初披露。

SMAPのポジティブダンス
- 『SMAP×SMAP』（2010年12月20日、関西テレビ・フジテレビ）
  - この回の音楽コーナー「S-Live」でテレビ初披露

## We are SMAP!（スポーツドリンク）
「We are SMAP!」（ウィー アー スマップ）は、2010年7月6日にアサヒ飲料から発売されたスポーツドリンク。
- SMAPの名を冠した飲料は2002年の『Drink!Smap!』以来8年ぶり3度目のこと。また、アサヒ飲料はアーティストとタイアップし飲料を発売するのは本商品が初。
- 形態は500mlペットボトル1種のみ、1000万本限定での販売。
- ラベルにはアルバムのCDジャケットを一部使用。さらに白地に黒で「We are SMAP!」と書かれている。